# Wärendsbladet
Wärendsbladet var en svensk stencilerad politisk tidskrift som gavs ut 1961–2004 i Moheda med Nils Rydström som redaktör.
Tidskriften, som hade en radikalt nationell eller till och med nazistisk inriktning, torgförde framför allt Are Waerlands hälsobudskap från mellankrigstiden.
Tidningen hade, jämfört med andra nationella tidningar, ett högt utgivningstal med ibland över 20 nummer per år. År 2004 lades Wärendsbladet ner, men Rydström fortsatte skriva i Nordiska Rikspartiets tidningar.